# 1. deild karla 2011
Mùa giải 2011 của 1. deild karla là mùa giải thứ 57 của bóng đá hạng hai ở Iceland.

## Stadia and locations
| Đội bóng       | Vị trí        | Sân vận động     | Sức chứa |
| -------------- | ------------- | ---------------- | -------- |
| BÍ/Bolungarvík | Ísafjörður    | Torfnesvöllur    | 800      |
| Fjölnir        | Reykjavík     | Fjölnisvöllur    | 1.098    |
| Grótta         | Seltjarnarnes | Gróttuvöllur     | 1.500    |
| Haukar         | Hafnarfjörður | Ásvellir         | 1.400    |
| HK             | Kópavogur     | Kópavogsvöllur   | 5.501    |
| ÍA             | Akranes       | Akranesvöllur    | 2.780    |
| ÍR             | Reykjavík     | ÍR-Völlur        | 800      |
| KA             | Akureyri      | Akureyrarvöllur  | 1.770    |
| Leiknir R.     | Reykjavík     | Leiknisvöllur    | 1.300    |
| Selfoss        | Selfoss       | Selfossvöllur    | 2.000    |
| Víkingur Ó.    | Ólafsvík      | Ólafsvíkurvöllur | 800      |
| Þróttur R.     | Reykjavík     | Valbjarnarvöllur | 2.000    |

## Bảng xếp hạng
| XH | Đội               | Tr | T  | H | T  | BT | BB | HS  | Đ  | Lên hay xuống hạng      |
| -- | ----------------- | -- | -- | - | -- | -- | -- | --- | -- | ----------------------- |
| 1  | ÍA (C) (P)        | 22 | 16 | 3 | 3  | 53 | 17 | +36 | 51 | Lên chơi tạiÚrvalsdeild |
| 2  | Selfoss (P)       | 22 | 15 | 2 | 5  | 44 | 22 | +22 | 47 | Lên chơi tạiÚrvalsdeild |
| 3  | Haukar            | 22 | 10 | 6 | 6  | 33 | 23 | +10 | 36 |                         |
| 4  | Víkingur Ólafsvík | 22 | 10 | 4 | 8  | 35 | 26 | +9  | 34 |                         |
| 5  | Fjölnir           | 22 | 8  | 8 | 6  | 34 | 38 | −4  | 32 |                         |
| 6  | BÍ/Bolungarvík    | 22 | 9  | 4 | 9  | 27 | 37 | −10 | 31 |                         |
| 7  | Þróttur Reykjavík | 22 | 9  | 3 | 10 | 34 | 45 | −11 | 30 |                         |
| 8  | KA                | 22 | 9  | 2 | 11 | 32 | 40 | −8  | 29 |                         |
| 9  | ÍR                | 22 | 6  | 4 | 12 | 27 | 42 | −15 | 22 |                         |
| 10 | Leiknir R.        | 22 | 5  | 5 | 12 | 31 | 32 | −1  | 20 |                         |
| 11 | Grótta (R)        | 22 | 4  | 8 | 10 | 16 | 29 | −13 | 20 | Xuống chơi tại2. deild  |
| 12 | HK (R)            | 22 | 3  | 7 | 12 | 23 | 38 | −15 | 16 | Xuống chơi tại2. deild  |

Cập nhật đến ngày 17 tháng 9 năm 2011
Nguồn: ksi.is (tiếng Iceland)
Quy tắc xếp hạng: 1. Điểm; 2. Hiệu số bàn thắng; 3. Số bàn thắng.
(VĐ) = Vô địch; (XH) = Xuống hạng; (LH) = Lên hạng; (O) = Thắng trận Play-off; (A) = Lọt vào vòng sau. 
Chỉ được áp dụng khi mùa giải chưa kết thúc: 
(Q) = Lọt vào vòng đấu cụ thể của giải đấu đã nêu; (TQ) = Giành vé dự giải đấu, nhưng chưa tới vòng đấu đã nêu.

## Kết quả
Mỗi đội thi đấu với mỗi đối thủ một trận sân nhà và một trận sân khách với tổng cộng 22 trận.
| S.nhà ╲ S.khách   | BÍB | FJÖ | GRÓ | HAU | HK  | ÍA  | ÍR  | KAK | LRE | SEL | VÓL | ÞRÓ |
| BÍ/Bolungarvík    |     | 3–1 | 1–1 | 0–0 | 2–1 | 0–6 | 1–2 | 2–1 | 1–0 | 0–1 | 0–1 | 2–1 |
| Fjölnir           | 1–1 |     | 0–0 | 0–0 | 2–2 | 1–1 | 2–3 | 3–0 | 4–3 | 0–1 | 2–0 | 3–2 |
| Grótta            | 1–0 | 0–2 |     | 3–2 | 0–0 | 0–2 | 4–1 | 0–3 | 1–1 | 0–3 | 1–2 | 0–1 |
| Haukar            | 1–2 | 0–0 | 0–0 |     | 1–1 | 0–1 | 3–2 | 1–2 | 3–0 | 2–1 | 1–0 | 3–3 |
| HK                | 3–0 | 1–1 | 1–0 | 0–2 |     | 0–3 | 1–1 | 3–4 | 0–3 | 0–0 | 0–2 | 1–2 |
| ÍA                | 1–2 | 6–0 | 2–1 | 0–2 | 2–1 |     | 3–1 | 5–0 | 2–0 | 2–1 | 1–1 | 1–0 |
| ÍR                | 2–3 | 0–1 | 0–0 | 1–3 | 0–3 | 1–1 |     | 1–1 | 3–2 | 1–3 | 1–0 | 0–1 |
| KA                | 3–0 | 1–4 | 1–0 | 0–2 | 2–1 | 1–4 | 3–0 |     | 0–2 | 1–2 | 4–3 | 4–1 |
| Leiknir R.        | 0–1 | 3–0 | 1–2 | 1–2 | 1–1 | 4–1 | 1–2 | 0–0 |     | 1–1 | 2–3 | 5–1 |
| Selfoss           | 4–3 | 2–3 | 4–0 | 3–2 | 4–2 | 1–2 | 2–1 | 3–0 | 1–0 |     | 3–1 | 0–1 |
| Víkingur Ólafsvík | 4–1 | 2–2 | 1–1 | 1–2 | 3–0 | 0–1 | 3–1 | 2–1 | 0–0 | 0–1 |     | 2–1 |
| Þróttur Reykjavík | 2–2 | 7–2 | 1–1 | 2–1 | 3–1 | 0–6 | 1–3 | 1–0 | 3–1 | 0–3 | 0–4 |     |

Cập nhật lần cuối: ngày 17 tháng 9 năm 2011.
Nguồn: ksi.is (tiếng Iceland)
1 ^ Đội chủ nhà được liệt kê ở cột bên tay trái.
Màu sắc: Xanh = Chủ nhà thắng; Vàng = Hòa; Đỏ = Đội khách thắng.

## Thống kê

### Danh sách ghi bàn
Danh sách các cầu thủ ghi nhiều bàn thắng nhất của 1. deild karla 2011 như sau:
19 bàn
- Sveinbjörn Jónasson (Þróttur R.)

16 bàn
- Viðar Örn Kjartansson (Selfoss)

15 bàn
- Hjörtur Hjartarson (ÍA)

11 bàn
- Tomi Ameobi (BÍ/Bolungarvík)

10 bàn
- Eyþór Helgi Birgisson (HK)

9 bàn
- Gary Martin (ÍA)
- Daniel Howell (KA)
- Mark Doninger (ÍA)
- Pape Mamadou Faye (Leiknir R.)

Cập nhật gần đây nhất: 17 tháng 9 năm 2011